# Bernard de Vaulx
François Camille Bernard de Vaulx, né à Bourbon-Lancy (Saône-et-Loire) le 18 avril 1892 et décédé à Boulogne-Billancourt le 10 septembre 1976, est un écrivain, journaliste et militant royaliste français.

## Biographie
Né dans une famille de la noblesse bourguignonne, de « petits gentillâtres » servant dans l'armée ou l'Église, catholique et monarchiste, de Vaulx est le fils de Jules de Vaulx, propriétaire, et de Marie du Crest.
Il fait une préparation militaire en internat à l'École de Saint-Cyr quand des ennuis de santé l'obligent en 1911 à prendre plusieurs années de repos à la campagne. À la fin de 1915, il s'engage dans des études juridiques au Quartier latin et devient bientôt un lecteur assidu de L'Action française, auquel il adresse, lors des vacances de Pâques 1916, une souscription accompagnée d'une lettre d'adhésion citée trois jours plus tard dans un article de Charles Maurras.
Docteur en droit, un temps secrétaire de Louis Marin, il devient celui de Maurras en avril 1917, et le reste jusqu'à la fin de 1929. À sa suite, il devient l'un des principaux collaborateurs de L'Action française et écrit, dans les années 1930, dans différents journaux de la mouvance maurrassienne comme la Revue universelle, Candide, Ric et Rac et Je suis partout, dont il est l'un des collaborateurs les plus assidus d'avril 1933 à mai 1940 et où il publie de nombreux interviews et articles, notamment sur l'agriculture, une enquête sur le tourisme français, des souvenirs sur Maurras.
Par ailleurs, il publie sous l'égide de Maurras en 1936 des Propos sur la guerre chez Rivarol, puis en mars 1940 une anthologie de textes commentés de Joseph de Maistre, Une Politique expérimentale, chez Fayard.
De 1940 à 1943, il est conseiller technique au Ministère des Finances à Vichy, sous les ordres d'Yves Bouthillier, qui avait fait appel à quelques hautes figures de l'Action Française en contre pouvoir à Pierre Laval.
Le 15 et le 16 mai 1922, il se marie à Montagny-lès-Buxy avec Marie Josèphe Renée de Valence de Minardière (née au château de La Tour Bandin, à Buxy, le 18 mars 1900, décédée dans le 16e arrondissement de Paris le 5 juillet 1990).
Il est l'auteur de plusieurs ouvrages, notamment Monsieur de Sougy avant le phylloxéra (paru chez Fayard en 1935), Le Journal de François Suleau (1946), Deux figures du Tiers-Ordre : le duc et la duchesse d'Alençon (1946), L'Échéance de 1852 ou la liquidation de 1848 (1948), Histoire des missions catholiques françaises (paru chez Fayard en 1951), Les Églises de couleur (1957), En Afrique (1960), D'une mer à l'autre : les Oblats de Marie-Immaculée au Canada (1841-1961) (1961), ainsi qu'une biographie de Maurras, Charles Maurras (Esquisses pour un portrait) (1968).
Décédé à Boulogne-Billancourt le 10 septembre 1976, il est inhumé à Bourbon-Lancy.

## Œuvres
- Monsieur de Sougy avant le phylloxera, Paris, Anthème Fayard, 1935, 255 p.
- Propos sur la guerre, Paris, Rivarol, 1936, 60 p.
- Une politique expérimentale (introduction et textes choisis par Bernard de Vaulx), Paris, Anthème Fayard, 1940, 347 p.
- Journal de François Suleau, le chevalier de la difficulté, et écrits divers choisis par Bernard de Vaulx, Paris, J. et R. Wittmann, 1946, IX-96 p.
- Deux figures du tiers ordre : le duc et la duchesse d'Alençon, Paris, Albin Michel, 1946, 48 p.
- Charlotte, femme souple: roman, Paris, Anthème Fayard, 1947, 178 p.
- L'Échéance de 1852 ou la liquidation de 1848, Paris, Éditions SELF, 1948, 231 p.
- Histoire des missions catholiques françaises, Paris, Anthème Fayard, 1951, 556 p.
- Les Plus beaux textes sur les missions, Paris, Éditions du Vieux Colombier, 1954, 383 p.
- Madame Tiquet, criminelle repentie, 1955, 144 p.
- Les Églises de couleur, Paris, Anthème Fayard, 1957, 159 p.
- En Afrique, cinq mille ans d'exploration, Paris, Anthème Fayard, 1960, 319 p.,  Prix Pierre Gentil de l'Académie française
- Les Missions, leur histoire, des origines à Benoît XV (1914), Paris, Anthème Fayard, 1960, 128 p.
- D'une mer à l'autre, les oblats de Marie-Immaculée au Canada, 1841-1961, Lyon, Éditions du Chalet, 1961, 223 p.
- Charles Maurras (esquisses pour un portrait), Moulins, Éditions des « Cahiers bourbonnais », 1968, 158 p.
- Sabine ou l'Art de vieillir, Moulins, Éditions des « Cahiers bourbonnais », 1972, 164 p.
- Promenade dans Bourbon-Lancy : guide touristique et culturel, Office du tourisme-Syndicat d'initiative de Bourbon-Lancy, Éditions de la Croix-de-Pierre, 1984, 41 p.